# Lista de prefeitos de Aparecida do Taboado
Esta é a lista de prefeitos do município de Aparecida do Taboado, estado brasileiro do Mato Grosso do Sul.
| Nº | Nome                                    | Imagem | Partido | Vice-prefeito                                | Início do mandato       | Fim do mandato         | Observações                                   |
| 1  | Oswaldo Bernardes da Silva              |        | PSD     | Cargo vago                                   | 15 de janeiro de 1949   | 18 de junho de 1949    | Prefeito nomeado pelo governo do estado       |
| 2  | Ajax Furquim Leite                      |        | PSD     | Eurico Paulo Valle (PSD)                     | 17 de junho de 1949     | 22 de junho de 1953    | Prefeito nomeado pelo governo do estado       |
| 3  | Oswaldo Bernardes da Silva              |        | PSD     | Augusto Leivas de Otero (PSD)                | 22 de junho de 1953     | 22 de junho de 1957    | Prefeito e vice eleitos em sufrágio universal |
| 4  | Onofre Queiroz Júnior                   |        | UDN     | Gilson de Mendonça Henrique (UDN)            | 22 de junho de 1957     | 31 de janeiro de 1961  | Prefeito e vice eleitos em sufrágio universal |
| 5  | João Chama                              |        | UDN     | Renato Ladeira de Viveiros (UDN)             | 1° de fevereiro de 1961 | 31 de janeiro de 1965  | Prefeito e vice eleitos em sufrágio universal |
| 6  | Quirino Teodoro Muniz                   |        | UDN     | Rafael Scotti Zanon (UDN)                    | 1° de fevereiro de 1965 | 31 de janeiro de 1967  | Prefeito e vice eleitos em sufrágio universal |
| 7  | Geraldo Rodrigues de Almeida            |        | ARENA   | Leucimar Ceron (ARENA)                       | 1° de fevereiro de 1967 | 31 de janeiro de 1970  | Prefeito e vice eleitos em sufrágio universal |
| 8  | Sebastião Maria de Freitas              |        | ARENA   | Geraldo Rodrigues de Almeida (ARENA)         | 1° de fevereiro de 1970 | 31 de janeiro de 1973  | Prefeito e vice eleitos em sufrágio universal |
| 9  | Geraldo Rodrigues de Almeida            |        | ARENA   | Orcílio Pereira de Queiroz (ARENA)           | 1° de fevereiro de 1973 | 31 de janeiro de 1977  | Prefeito e vice eleitos em sufrágio universal |
| 10 | Orcílio Pereira de Queiroz              |        | ARENA   | Mauro César Sônego (ARENA)                   | 1° de fevereiro de 1977 | 31 de janeiro de 1983  | Prefeito e vice eleitos em sufrágio universal |
| 11 | João Chama                              |        | PDS     | Rodrigo Pizzolatti (PDS)                     | 1° de fevereiro de 1983 | 31 de dezembro de 1988 | Prefeito e vice eleitos em sufrágio universal |
| 12 | Antônio Vicente de Queiroz Filho        |        | PMDB    | Eduardo Serafim (PMDB)                       | 1º de janeiro de 1989   | 31 de dezembro de 1992 | Prefeito e vice eleitos em sufrágio universal |
| 13 | Vílson Bernardes de Melo                |        | PTB     | Fernando Espíndola Zomer (PFL)               | 1º de janeiro de 1993   | 31 de dezembro de 1996 | Prefeito e vice eleitos em sufrágio universal |
| 14 | Geovane Marques de Oliveira             |        | PTB     | Orcílio Pereira de Queiroz (PFL)             | 1º de janeiro de 1997   | 31 de dezembro de 2000 | Prefeito e vice eleitos em sufrágio universal |
| 15 | Vílson Bernardes de Melo                |        | PFL     | Bruno Ostetto Elias (PP)                     | 1º de janeiro de 2001   | 31 de dezembro de 2004 | Prefeito e vice eleitos em sufrágio universal |
| 16 | Djalma Lucas Furquim                    |        | PDT     | Reinaldo Antônio de Queiroz (PP)             | 1º de janeiro de 2005   | 31 de dezembro de 2008 | Prefeito e vice eleitos em sufrágio universal |
| 17 | André Alves Ferreira                    |        | PMDB    | Gustavo Carvalho Rodrigues de Almeida (PMDB) | 1º de janeiro de 2009   | 31 de dezembro de 2012 | Prefeito e vice eleitos em sufrágio universal |
| 18 | José Robson Samara Rodrigues de Almeida |        | PR      | Reinaldo Antônio de Queiroz (PSDC)           | 1º de janeiro de 2013   | 31 de dezembro de 2016 | Prefeito e vice eleitos em sufrágio universal |
| 19 | José Robson Samara Rodrigues de Almeida |        | PSB     | Gustavo Carvalho Rodrigues de Almeida (PSDC) | 1º de janeiro de 2017   | 31 de dezembro de 2020 | Prefeito e vice eleitos em sufrágio universal |
| 20 | José Natan de Paula Dias                |        | PODE    | Cosme Lescano de Ávila (PSL)                 | 1º de janeiro de 2021   | 31 de dezembro de 2024 | Prefeito e vice eleitos em sufrágio universal |
| 21 | José Natan de Paula Dias                |        | PP      | Cosme Lescano de Ávila (PSDB)                | 1° de janeiro de 2025   | Atualidade             | Prefeito e vice eleitos em sufrágio universal |